# Otto Kleinschmidt (Mediziner)

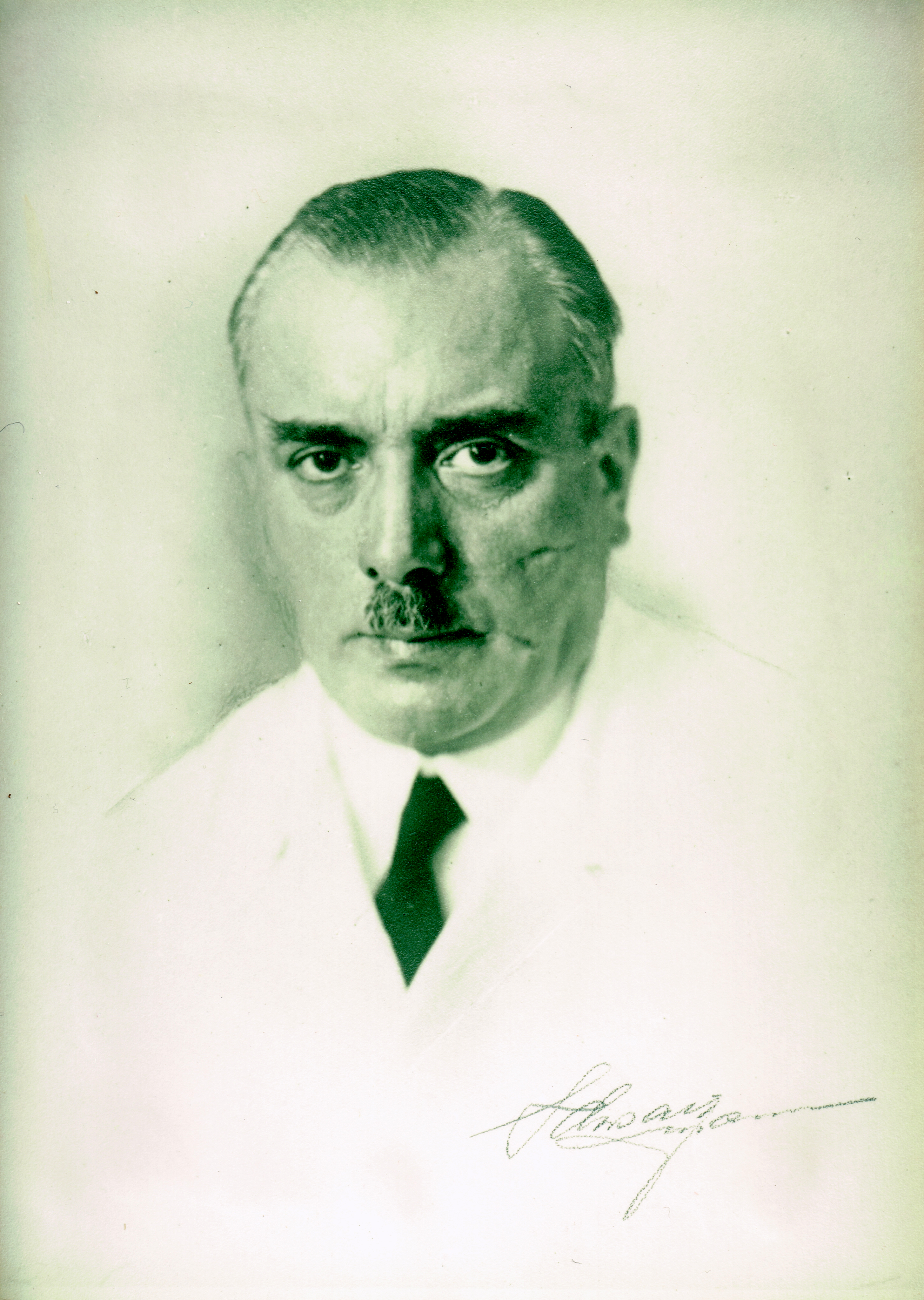
Otto Kleinschmidt

Otto Kleinschmidt (* 31. Juli 1880 in Darmstadt; † 5. Juni 1948) war ein deutscher Chirurg, dessen Name mit der weltweit ersten klinisch beschriebenen Mammographie verknüpft ist. Er war mit Anita Kleinschmidt, geb. Springer, verheiratet.
Er studierte in Berlin, Freiburg, München und Heidelberg Medizin. 1903 wurde er Mitglied des Corps Suevia München. 1907 wurde er an der Leipziger Universität zum Dr. med. promoviert. 1915 habilitierte er sich. Am Ersten Weltkrieg nahm er als Stabsarzt teil. 1920 wurde er zum nichtplanmäßigen außerordentlichen Professor für Chirurgie berufen. 1926 wechselte er an das Städtische Krankenhaus Wiesbaden.
1927 erschien seine Beschreibung von der klinischen Anwendung einer Mammographie an einer Patientin im Lehrbuch Die Klinik der Bösartigen Geschwulste von Paul Zweifel und Erwin Payr.

## Veröffentlichungen (Auswahl)
- Die Harnsteine. Ihre Physiographie und Pathogenese. Berlin 1911.
- Chirurgische Operationslehre. Ein Lehrbuch für Studierende und Ärzte. Berlin 1927.